# Gymnogyps
Gymnogyps è un genere di avvoltoi del Nuovo Mondo appartenente alla famiglia Cathartidae. Esistono cinque specie conosciute nel genere, la cui unica vivente è il condor della California (Gymnogyps californianus).

## Specie fossili
- Gymnogyps amplus fu descritto per la prima volta da LH Miller nel 1911 da un tarsometatarso rotto.[1][2] La specie è l'unica specie di condor trovata nella fossa 10 di La Brea Tar Pits, i cui fossili risalgono a "un'età del radiocarbonio dell'Olocene di 9.000 anni".[2] Il più piccolo e moderno condor della California potrebbe essersi evoluto da G. amplus.[2]
- Gymnogyps howardae venne descritta dai depositi di asfalto del tardo Pleistocene (Lujaniano) noti come Talara Tar Seeps, vicino a Talara, nel Perù nord-occidentale. Visse circa 126.000-12.000 anni fa.[3]
- Gymnogyps kofordi descritto sulla base di un tarsometatarso destro.[4]
- Gymnogyps varonai nota da fossili risalenti dal Pleistocene superiore all'Olocene inferiore nei depositi di catrame di Cuba. Si pensa si nutrisse delle carcasse dei grandi mammiferi che abitavano l'isola, come i bradipi terricoli.[3][5]